# Voorhout
Voorhout je nizozemski grad koji se nalazi u provinciji Južna Holandija. Broj stanovnika 2005. bio je 14 792. Grad pokriva 12,59km2 (od kojih je 0,33km2 pokriveno vodom). Grad uključuje i sela Piet Gijzenbrug (dijelom) i Teijlingen.

## Rođeni u Voorhoutu
- Herman Boerhaave
- Edwin van der Sar

## Vanjske poveznice
- Službena stranica